# Зогорна, Радим
Радим Зогорна (чеш. Radim Zohorna; 29 апреля 1996, Гавличкув-Брод, Чехия) — чешский хоккеист, нападающий клуба НХЛ «Питтсбург Пингвинз» и его фарм-клуба «Уилкс-Барре/Скрэнтон Пингвинз» из АХЛ. Игрок сборной Чехии по хоккею с шайбой.

## Карьера
Радим Зогорна является воспитанником клуба «Гавличкув-Брод». С 2014 по 2019 год играл за «Комету» из Брно. В составе «Кометы» дважды (в 2017 и 2018 годах) становился чемпионом Чехии. В январе 2019 года был обменян в «Младу Болеслав». С 2018 года играет за сборную Чехии. Младший брат хоккеистов хабаровского «Амура» Томаша и Гинека. В сборной Чехии часто играет в одном звене с братьями. 29 апреля 2020 года перешёл в клуб НХЛ «Питтсбург Пингвинз», подписав однолетний двухсторонний контракт.

## Достижения
Чемпион Чехии 2017 и 2018

## Статистика
Обновлено на конец сезона 2020/2021
- Экстралига — 224 игры, 89 очков (47 шайб + 42 передачи)
- Чешская первая лига — 97 игр, 41 очко (21+20)
- Лига чемпионов — 17 игр, 3 очка (0+3)
- Сборная Чехии — 20 игр, 4 очка (1+3)
- НХЛ — 8 игр, 4 очка (2+2)
- АХЛ — 12 игр, 11 очков (3+8)
- Всего за карьеру — 377 игр, 152 очка (74+78)